# Pilot (Rick a Morty)
Pilot je první díl amerického animovaného televizního seriálu Rick a Morty. Epizodu napsali tvůrci seriálu Dan Harmon a Justin Roiland a režíroval ji Justin Roiland. Měla premiéru na stanici Adult Swim 2. prosince 2013. Seriál představuje hlavní hrdiny, vědce alkoholika Ricka Sancheze a jeho nevinného dospívajícího vnuka Mortyho Smitha, kteří se vydávají na nebezpečné mezidimenzionální dobrodružství s cílem získat semena megastromu. Pilotní díl měl pozitivní ohlas a v době vysílání ho vidělo přibližně 1,1 milionu diváků.

## Děj
V úvodní scéně probudí opilý Rick Mortyho a vezme ho na cestu ve svém nově postaveném létajícím vozidle. Rick Mortymu nabídne, že zničí lidstvo neutrinovou bombou a nechá Mortyho a jeho tajnou lásku Jessicu sloužit jako nové „Adama a Evu“. Poté, co Morty donutí Ricka přistát s vozidlem, Rick řekne, že to byl jen test, aby Mortyho přiměl k asertivnějšímu chování, a pak omdlí a nechá Mortyho bombu zneškodnit.
Následujícího dne Mortyho rodiče Jerry a Beth Smithovi, kteří se domnívají, že Rick (který poslední rok žije u Smithových poté, co na dvacet let opustil svou dospělou dceru Beth) má na Mortyho špatný vliv a uvažují o tom, že ho dají do domova důchodců. Mezitím Rick vezme Mortyho ze školy na dobrodružnou výpravu do jiné dimenze (dimenze 35-C), kde jsou ideální podmínky pro pěstování „megastromů“, které plodí  „megasemena“, jež Rick potřebuje pro svůj výzkum. Aby se Morty dostal přes mezigalaktickou celnici, musí ukrýt semena ve svém konečníku. Když je však jejich krytí prozrazeno, Rick s Mortym utečou a zároveň se zapojí do přestřelky s byrokratickým mimozemským hmyzem.
Mezitím Jerry a Beth poté, co jsou v reakci na Mortyho nepřítomnost zavoláni do školy, zjistí, že Morty za dobu, kterou strávil na dobrodružstvích s Rickem, zameškal pololetí školy. Začnou tedy Ricka z garáže stěhovat do domova důchodců.  Když se Rick s Mortym vrátí, začne se Rick s Jerrym a Beth dohadovat o výhodách toho, že Mortyho bere s sebou na dobrodružství, a pak ho nechá uvést druhou odmocninu z čísla pí a první termodynamický zákon, které k šoku svému i svých rodičů okamžitě a správně odříká. Rick řekne Jerrymu a Beth, že později v jeho vlastním životě bude Morty díky jejich dobrodružstvím dělat úžasné věci, čímž je oba uspokojí. Poté, co Morty okomentuje svou překvapivou inteligenci, Rick prozradí, že jeho znalosti byly důsledkem Mega semínek, která měl v konečníku, když naplánoval dobrodružství, aby přesvědčil Jerryho a Beth, aby jim dovolili jít na další dobrodružství, a že následky semínek ho nechají několik následujících hodin svíjet se na podlaze. Když se Morty začne svíjet, Rick vnukovi oznámí, že se budou muset vrátit pro další, a pak se pustí do nesmyslného řečnění, že budou podnikat spoustu dalších bláznivých dobrodružství, přičemž slibuje: „Rick a Morty, na věčné časy a nikdy jinak, sto let, Rick a Morty...“

## Ohlasy
Zach Handlen z The A.V. Club udělil epizodě hodnocení B+ a uvedl, že „(divák) nikdy nezapomene na temné důsledky Rickových ambicí.“ Jason Tabrys ze serveru Screen Rant byl ve své recenzi epizody celkově pozitivní a přirovnal ji k Pánovi času a Stopařovu průvodci po Galaxii, tedy k některým z Harmonových inspirací.

## Zajímavosti
V němčině je díl uveden jako School of Rick (Rickova škola).